# Pulau Pramuka

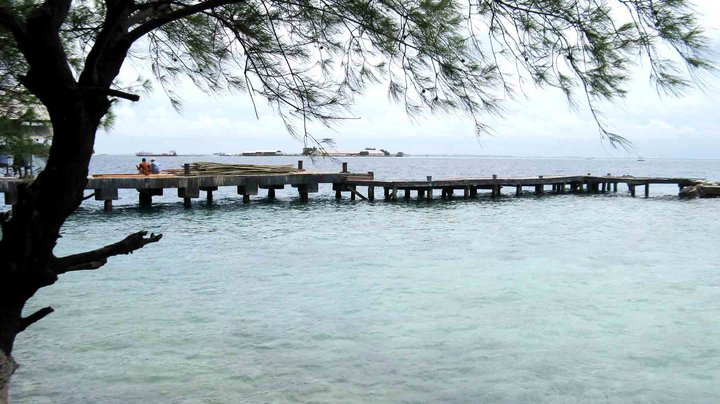
Imagen de la isla de Pulau Pramuka, en 2011.

Pulau Pramuka (también conocida como Lang Eiland, Long Island o Pulau Lang) es una isla que forma parte de la regencia de Yakarta conocida como islas Seribu en el mar de Java, Indonesia, cerca de las islas Pulau Sekati, Pulau Karya y Pulau Karangkeling.

## Características

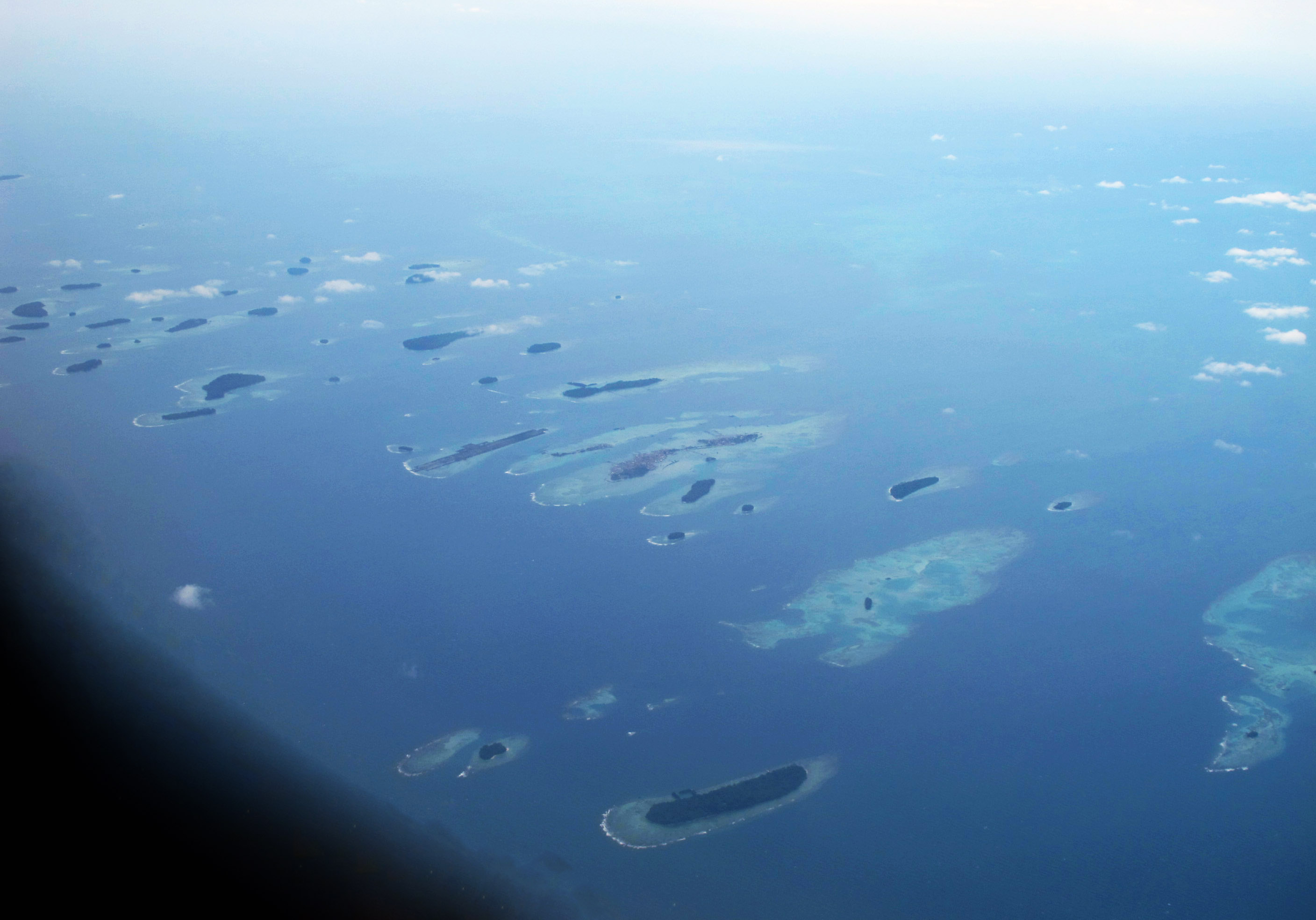
Las Islas Seribu, archipiélago del que forma parte Palau Pramuka.

Pulau Pramuka es la capital de Mil Islas o Islas Seribu donde Panggang es la isla más poblada. La isla es un parque marítimo nacional.
La zona donde se encuentra Pulau Pramuka está formada por un archipiélago donde se han construido varios complejos turísticos de lujo o se encuentras islas privadas, no obstante, Pulau Pramuka se encuentra abierta a los visitantes.
Se le denomina “kampung” –pueblo– y está considerada como un punto de partdia para visitar las denominadas Miles de Islas y observar la vida cotidiana de la población nativa.
En 1997, la isla de Pulau Pramuka sufrió unas graves inundaciones que tuvieron lugar en toda la región de Yakarta padeciendo grandes daños materiales y medioambientales. Por este motivo se volvieron a plantar nuevos arrecifes de coral para reparar los daños producidos en la zona.
La isla se puede visitar pagando un tributo de entre 5 y 30 dólares y existen negocios como alquileres de barcos y un centro de buceo.
Pulau Pramuka dispone de un jardín de mariposas y un espacio para la cría de las tortugas que se liberan en la época para su salida hacia el mar.